# Genoprotolichus eurycnemis
Genoprotolichus eurycnemis é um espécie de ácaro que foi descrita cientificamente em 1884 por Trouessart.